# Гринвуд, Эл
Алан Гринвуд (родился 20 октября 1951 года) — американский рок-музыкант, один из основателей и клавишник рок-группы Foreigner с 1976 по 1980 год. Он участвовал в записи альбомов Foreigner (1977), Double Vision (1978) и Head Games (1979). В 2024 году Гринвуд был выбран для включения в Зал славы рок-н-ролла в качестве участника Foreigner.
В 1981 году Гринвуд сформировал группу Spys с бывшим бас-гитаристом Foreigner Эдом Гальярди , Джоном Бланко, Джоном Дигаудио и Билли Милном и записал альбомы Spys (1982) и Behind Enemy Lines (1983).
Гринвуд играл на клавишных на дебютном сольном альбоме 1985 года Rescue You бывшего фронтмена Rainbow (и будущего фронтмена Rising Force Ингви Мальмстина и Deep Purple) Джо Линна Тернера .
Один из авторов песни "Too Much Is Not Enough" с альбома Deep Purple "Slaves and Masters" 1990 года.